# Estádio Partenio - Adriano Lombardi
Stadio Partenio é um estádio multi-uso em Avellino, na Itália. Atualmente é mais usado para partidas de futebol e é "casa" do time italiano U. S. Avellino. O estádio foi construído em 1973 e suporta 23.308 pessoas.